# (3678) Mongmanwai
(3678) Mongmanwai es un asteroide que forma parte del cinturón de asteroides y fue descubierto por el equipo del Observatorio de la Montaña Púrpura desde el observatorio homónimo de Nankín, China, el 20 de enero de 1966.

## Designación y nombre
Mongmanwai recibió inicialmente la designación de 1966 BO.
Más tarde, en 1996, se nombró en honor del ingeniero chino Man Wai Mong.

## Características orbitales
Mongmanwai está situado a una distancia media de 2,554 ua del Sol, pudiendo alejarse hasta 3,036 ua y acercarse hasta 2,071 ua. Tiene una inclinación orbital de 8,284 grados y una excentricidad de 0,189. Emplea 1491 días en completar una órbita alrededor del Sol.

## Características físicas
La magnitud absoluta de Mongmanwai es 12,6 y el periodo de rotación de 4,184 horas. Está asignado al tipo espectral S de la clasificación SMASSII.